# Leben und Tod des Jack Straw
Leben und Tod des Jack Straw ist eine der frühen Historien, die möglicherweise von dem Dramatiker George Peele geschrieben wurde. Darin wird die Geschichte von Jack Straw, einem Rebellenführer während des Bauernaufstands von 1381 erzählt. Das Stück war ursprünglich für die Aufführung in einem der Londoner Gildeumzüge gedacht. Das Drama stellt Jack Straw als tragische Figur dar, die von dem Priester John Ball zu einer unrechtmäßigen Rebellion verleitet wird, und stellt eine klare allegorische Verbindung zwischen der Instabilität des spät-elisabethanischen Englands und der Politik des 14. Jahrhunderts her. Es ist eines der frühesten politischen Stücke seiner Art in England.
Der Text wurde ursprünglich 1593 von John Danter für William Barley gedruckt. Die Rechte wurden später an Thomas Pavier übertragen, der 1604 eine neue Ausgabe druckte. Beide Editionen wurden in der Frühen Neuzeit nicht wieder aufgeführt.
Aufführungen in der Neuzeit sind selten. Die einzige aufgezeichnete Reproduktion stammt von den Bad Quarto Productions und wurde im November 2016 in New York City aufgeführt. Eine Audio-Adaption mit kompletter Besetzung wurde 2019 von Beyond Shakespeare produziert, eine Wiederaufführung war für 2020 geplant, wurde dann aber, wie die meisten Aufführungen im Jahr 2020, verschoben. Neuere Studien zur Autorschaft mit dem Programmpaket R Stylo deuten auf Shakespeare hin, dessen Referenztext die niedrigsten Delta-Werte aufweist, d. h. sie zeigen den geringsten stilistischen Unterschied zu The Life and Death of Jack Straw.

## Synopse
Akt 1, Szene 1
Jack Straw und der Steuereintreiber des Königs geraten in einen Streit, bei dem Straw behauptet, der Steuereintreiber überschreite seinen Auftrag, indem er seiner vierzehnjährigen Tochter unangemessen den Hof macht. Der Steuereintreiber weigert sich, sich von einem Gemeinen beschuldigen und beleidigen zu lassen, und schlägt Straw, der daraufhin den Eintreiber tötet. Wat Tyler, Pfarrer John Ball, Nobs und Tom Miller treffen ein und besprechen die Situation, die sich gerade ereignet hat. Die Männer sind der Meinung, dass die Reichen alles haben, während die Armen nichts haben, und beschließen, gegen sie zu rebellieren. Alle Rebellen machen sich auf den Weg, um sich vorzubereiten, und Nobs hält einen Monolog, in dem er behauptet, dass die Rebellion nach einem so gewaltsamen Beginn kein gutes Ende nehmen wird und dass er darauf vorbereitet sein muss, sich selbst zu retten, wenn die Dinge schlecht laufen.
Akt 1, Szene 2
Der Lordkämmerer, der Erzbischof von Canterbury und der Minister diskutieren darüber, dass die Bürgerlichen im Parlament keine neuen Steuern zur Finanzierung der gewünschten Kriege in Frankreich bewilligen werden, und schelten sie dafür, dass sie nicht für einen Dienst zahlen wollen, der ihnen zugutekommt (obwohl der Minister eher auf der neutralen Seite zu stehen scheint). Dann tritt ein Bote ein und teilt den Männern mit, dass die Bauern in Kent in Aufruhr sind und bereits zwanzigtausend Mann in ihren Reihen haben. Die Männer bereiten sich auf den Kampf vor, und der Sekretär erzählt, dass dieses Ereignis vorherbestimmt war.
Akt 1, Szene 3
Die Rebellen erörtern ihre Strategie für den Aufstand und behaupten, sie seien jetzt fünfzigtausend Mann stark. Sie wollen ihr Lager in Greenwich aufschlagen und die Antwort des Königs auf ihre Forderungen abwarten.
Akt 1, Szene 4
Die Königinmutter berichtet dem Grafen von Salisbury und einem Hofdiener von ihrem Kummer über den Bauernaufstand. Diese versuchen, sie zu trösten, indem sie sagen, dass der König trotz seiner Jugend die Situation gut meistern wird. Dann tritt Richard II. auf und versichert seiner Mutter, dass der Aufstand niedergeschlagen werden soll. Sir John Morton, ein von den Rebellen (die zuvor seine Burg belagert hatten) gezwungener Bote, trifft ein und informiert den König über die schlimme Lage. Er teilt den Männern mit, dass etwa zwanzigtausend Männer von niederer Geburt mit dem König sprechen wollen, damit er sich ihre Forderungen anhören kann. Daraufhin befiehlt der König Morton, zu den Rebellen zurückzukehren und ihnen mitzuteilen, dass er sie persönlich aufsuchen und sein Bestes tun werde, um alle ihre Beschwerden zu erfüllen. Der Erzbischof hält eine inspirierende Rede an den jungen König, in der er ihm sagt, dass dies seine Zeit ist, als Anführer zu glänzen. Nachdem er seiner Mutter seine Sicherheit versichert und sie beauftragt hat, im Turm zu bleiben, bricht Richard auf, um sich mit seinen rebellischen Untertanen zu treffen.
Akt 2, Szene 1
Tom Miller bereitet eine Gans für die Rebellen zu und erzählt, dass die Rebellenanführer auf dem Weg zum König sind, um sich mit ihm zu treffen.
Akt 2, Szene 2
Straw und Tyler sind verärgert darüber, dass der König sich nicht wie angekündigt mit ihnen getroffen hat, und sie schwören, nach London zu gehen (wohin der König geflohen ist), um mit ihm zu sprechen. Morton ermahnt die Männer zur Vorsicht, wird aber zurechtgewiesen, und die Rebellen machen sich auf den Weg nach London.
Akt 2, Szene 3
Der König beklagt die rebellischen Handlungen seiner Untertanen, bevor er abreist, und Spencer und Sir John Newton erörtern, wie der König sich weigerte, sich mit den Rebellen zu treffen, weil er sich in unmittelbarer Gefahr befand.
Akt 2, Szene 4
Die Männer von Southwark bitten die Londoner, den Rebellen den Zutritt zur Stadt zu gestatten, da sie bereits viel Schaden angerichtet haben und noch viel mehr anrichten werden, wenn man ihnen nicht nachgibt. In einem Monolog beklagt Morton die Tatsache, dass die Rebellen ihr eigenes Land zerstören.
Akt 2, Szene 5
Nobs kommt mit einem Flamen herein und sagt ihm, dass jeder, der „Brot und Käse“ nicht auf Englisch sagen kann, zum Tode verurteilt wird, wie es schon viele getan haben. Dann fordert er den Flamen auf, die Worte zu sagen.
Akt 3, Szene 1
Der König beklagt erneut die rebellischen Handlungen seiner Untertanen, und der Bürgermeister von London informiert ihn über einige der Zerstörungen, die die Bauern bereits angerichtet haben, darunter das Verbrennen von Büchern, Aufzeichnungen und Gebäuden sowie die Ermordung von Adeligen. Als der König dies hört, beschließt er, sich mit den Rebellen in kleiner Runde zu treffen. Er bietet ihnen zunächst Milde an, um sie zu unterwerfen. Die Rebellen treten daraufhin ein.
Akt 3, Szene 2
Der König trifft sich mit den Rebellen und verspricht ihnen, alle ihre Beschwerden anzuhören und zu beheben. Straw behauptet, dass sie, obwohl sie bereits den bösen Steuereintreiber des Königs getötet haben, Reichtum und Freiheit wollen. Der König verspricht, alle ihre Forderungen so schnell wie möglich zu erfüllen, und Hob Carter sagt, er werde daraufhin alle Rebellen aus Essex entlassen. Nachdem der König abgereist ist, ist Straw verärgert über die Abreise der Männer aus Essex und behauptet, er wolle noch immer von der Rebellion profitieren. Die anderen Rebellen warnen ihn, nicht so voreilig zu sein.
Akt 3, Szene 3
Während Tom Miller einige Regierungspapiere verbrennt, sprechen er und Nobs über den Fortgang der Rebellion. Nobs teilt Miller mit, dass Carter mit den Männern aus Essex nach Hause gegangen ist und befürchtet, dass der Aufstand eine verlorene Sache ist, bevor er sich verabschiedet. Miller überlegt, ob er gehängt werden wird oder nicht, als die Königinmutter und ihr Amtsdiener eintreten. Miller sieht, dass er gerettet werden kann, wenn er sich an jemanden wendet, der dem König so nahe steht, und spricht mit der Königinmutter, um sie zu überzeugen, Mitleid mit ihm zu haben, was sie auch zu tun scheint. Dann kommen einige Rebellen herein und verjagen sie und den Amtsdiener.
Akt 3, Szene 4
Jack Straw erzählt, dass der König und die Adligen niemals in der Lage sein werden, ein angenehmes Leben zu führen, solange die Rebellen noch da sind, während die anderen versuchen, ihn zur Kapitulation zu überreden (mit Ausnahme von Ball, der den Aufstand fortsetzen will). In diesem Moment treffen der König, Newton und der Bürgermeister ein, und der König ist verärgert, dass die Rebellen immer noch zu den Waffen greifen. Der Bürgermeister teilt ihm mit, dass nur die Rebellen aus Essex nach Hause zurückgekehrt sind, und Richard bittet Newton zu erfahren, was die Männer noch wollen. Newton versucht, die Rebellen zur Vernunft zu bringen, wird aber von Straw verhöhnt, der ihm befiehlt, das königliche Schwert, das die Männer bei sich tragen, abzugeben. Der Bürgermeister, der es satt hat, dass ein einfacher Bürger den König beleidigt, ersticht Straw wütend und wird dann von Richard gelobt. Daraufhin teilt Richard den verbliebenen Rebellen mit, dass er ihr König ist und sie sich keine Sorgen um den Tod ihres Rebellenführers machen müssen, bevor er abreist. Daraufhin befiehlt der Bürgermeister seinen Soldaten, Straws Leiche durch die Straßen Londons zu schleifen, um den verbliebenen Rebellen Angst einzujagen.
Akt 4, Szene 1
Der König teilt seinen Anhängern mit, dass er gegenüber den Rebellen Milde walten lassen will. Newton und der Bürgermeister wiederum sind der Meinung, dass nur Parson Ball und Wat Tyler hingerichtet werden sollten, da sie das Volk am meisten in die Irre geführt hätten. Die Rebellen werden hereingeführt, und Sir John Morton verliest die Begnadigung des Königs, die besagt, dass alle Rebellen mit Ausnahme von Ball und Tyler trotz ihrer abscheulichen Vergehen gegen ihren König begnadigt werden sollen. Nachdem sie die Begnadigung gehört haben, die jedoch nicht für sie bestimmt ist, werden Ball und Tyler in den Tod geführt, scheinbar ohne Reue. Aufgrund seiner guten Dienste schlägt der König den Bürgermeister zum Ritter, der ihm demütig für die Ehre dankt, aber behauptet, er habe nur seine Arbeit getan. Das Stück endet mit einer Rede von König Richard, der sich darüber freut, dass der Aufstand mit relativ wenig Blutvergießen zu Ende gegangen ist, und schwört, dass er sich nun ausruhen will.

## Bibliografie
- Mary Grace Muse Adkins, A Theory about The Life and Death of Jack Straw, The University of Texas Studies in English, 1949, vol. 28, S. 57–82.
- Irving Ribner: The English History Play in the Age of Shakespeare. Routledge, Abingdon, UK 2005, ISBN 978-0-415-35314-4 (englisch).
- anonymous, STC (2nd ed.), 23356: The Life and Death of Iacke Straw, A notable Rebell in England Who was kild in Smithfield by the Lord Maior of London. London 1593 (englisch).
- anonymous, STC (2nd ed.), 23357: The Life and death of Iacke Straw, A notable Rebell in England Who was killed in Smithfield by the Lord Mayor of London. London 1604 (englisch).
- Howard Miller: The Life and Death of Jack Straw. In: Talkin Broadway. Talkin Broadway, abgerufen am 27. Dezember 2016 (englisch).
- Stephen Longstaffe (Hrsg.): The Life and Death of Jack Straw, Critical Edition. Edwin Mellen Press, Lampeter 2002.
- Stephen Schillinger: Begging at the Gate: Jack Straw and the Acting Out of Popular Rebellion. In: Medieval and Renaissance Drama in England. Band 21, hrsg. von S.P. Cerasano, Madison, Teaneck: Fairleigh Dickinson Univ. Press, 2008.